# 塘口镇 (开平市)

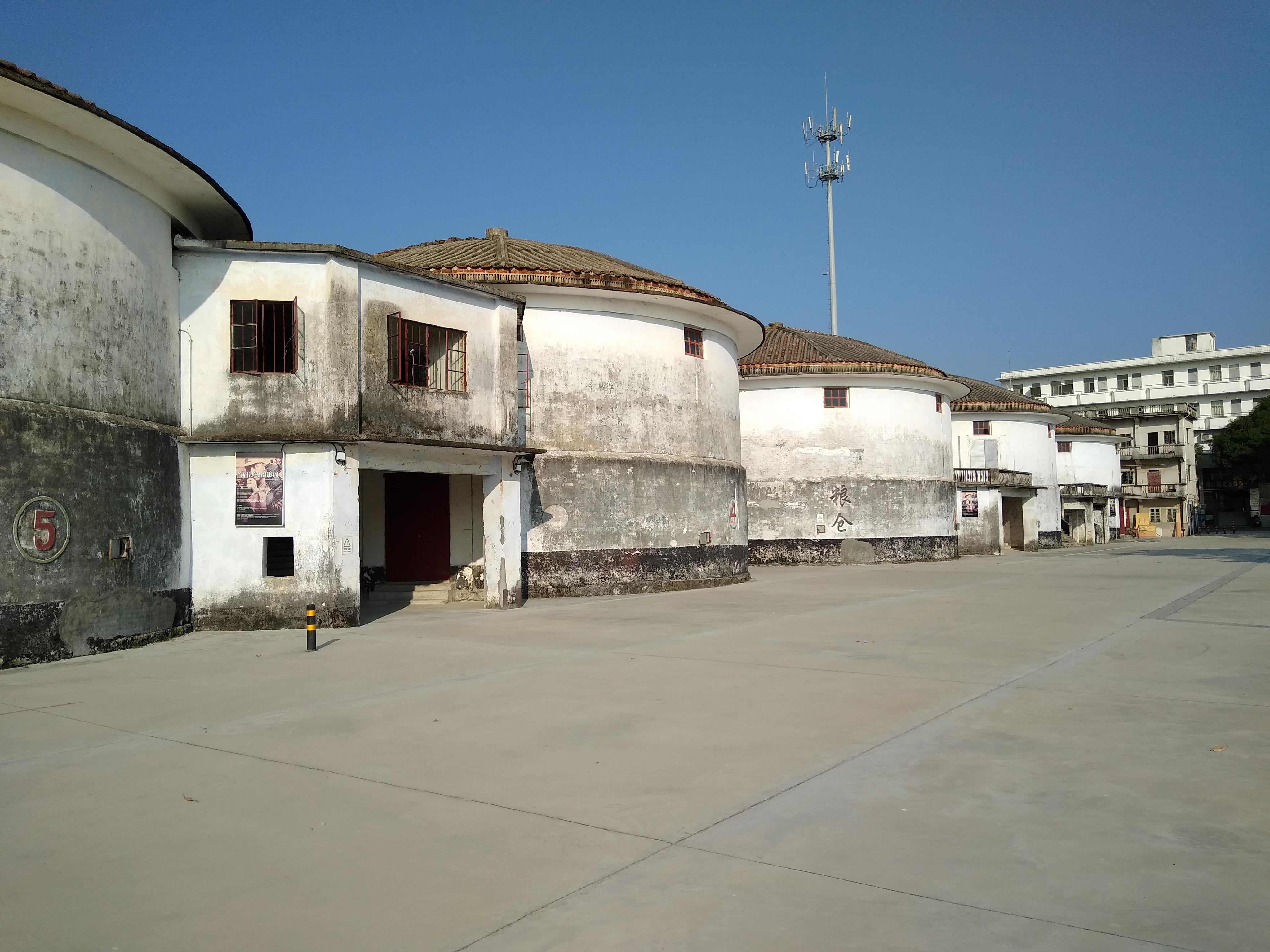
天下粮仓

塘口镇，是中华人民共和国广东省江门市开平市下辖的一个乡镇级行政单位。

## 行政区划
塘口镇下辖以下地区：
塘口圩社区、四九圩社区、南屏村、以敬村、潭溪村、北义村、仲和村、里村、宅群村、强亚村、三社村、升平村、四九村、卫星村、冈陵村、魁草村、龙和村和水边村。

## 中国传统村落
2012年，自力村被评为首批“中国传统村落”。